# National Association for the Advancement of Colored People
L'Associació Nacional per al Progrés de les Persones de Color coneguda per les sigles NAACP (National Association for the Advancement of Colored People) la van fundar el 12 de febrer de 1909 un grup d'activistes multirracials estatunidencs que responien al nom de The Call (la crida). Inicialment es van anomenar National Negro Committee (Comitè Nacional Negre), canviant el seu nom al segon congrés celebrat el mes de maig de 1910.

## Fundadors
Anada Wells-Barnett, William Edward Burghardt Du Bois, Henry Moskowitz, Mary White Ovington, Oswald Garrison Villiard, William English Walling, un grup de diferents races i religions, va conduir la crida (The Call) a renovar la lluita per la llibertat civil i política dels Estats Units.

## Història

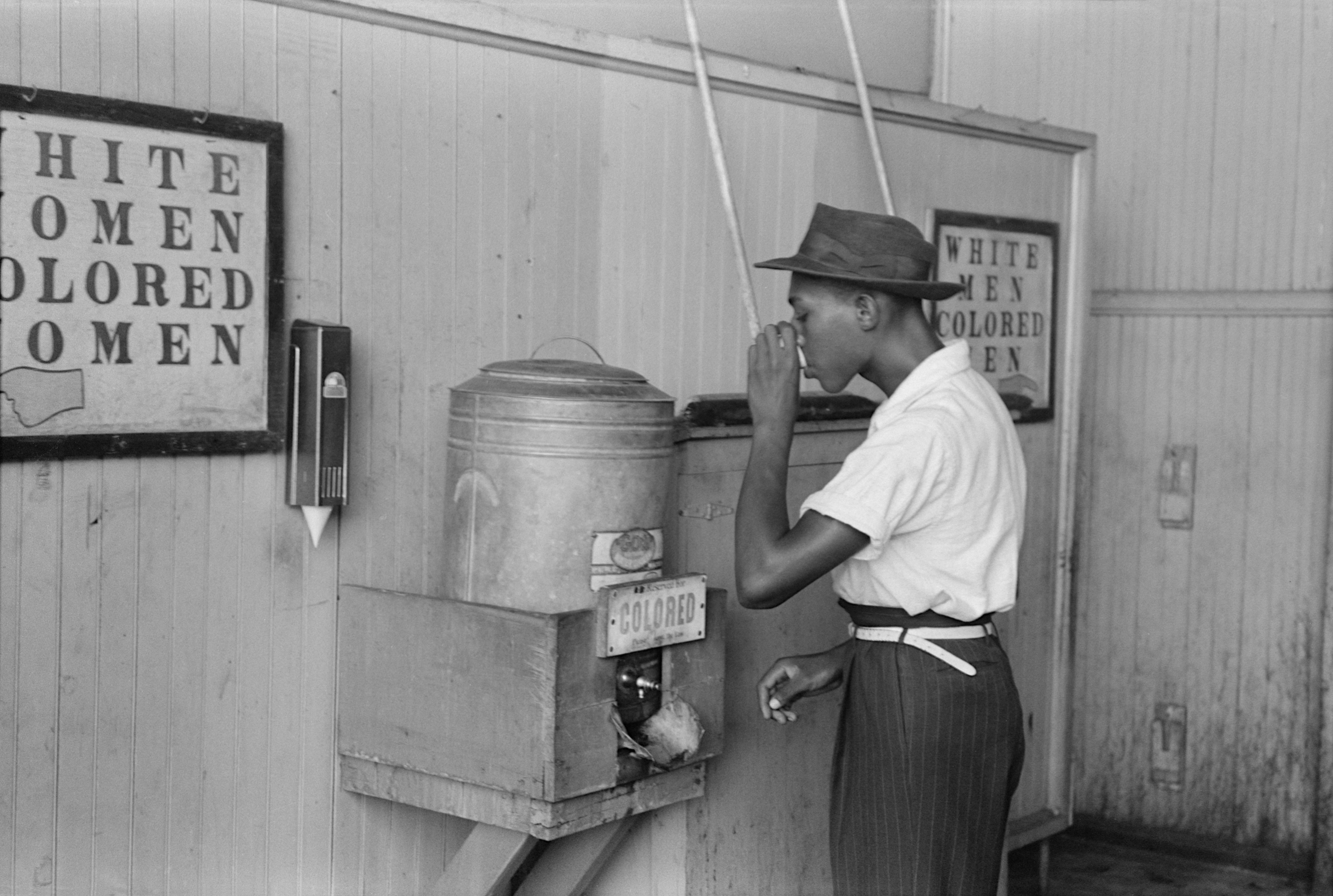
Un afroamericà bevent aigua en una zona designada per a persones de color el 1939 en una estació de tramvies a Oklahoma City.

El 1905 un grup de 32 afroamericans es va reunir per fer front als desafiaments que sofria aquesta minoria als Estats Units, a causa de la segregació als hotels dels Estats Units, buscant noves estratègies i possibles solucions. El grup va decidir reunir-se sota el lideratge de l'acadèmic de Harvard William Edward Burghardt Du Bois en un hotel situat al costat canadenc de les Cascades del Niàgara. Com a resultat, el grup va ser conegut com el Niagara Movement (Moviment del Niàgara). Un any després, tres persones de raça blanca van entrar a formar part del moviment: el periodista William I. Walling, la treballadora social Mary White Ovington i el treballador social jueu Henry Moskowitz.
El nou, que lluitava amb recursos limitats, va decidir augmentar el seu nombre de membres per incrementar l'efectivitat de la seva lluita. Van rebre més de 60 sol·licituds de suport per part de personalitats nord-americanes de l'època. El dia del discurs es va establir el 12 de febrer de 1909 perquè coincidia amb el centè aniversari d'Abraham Lincoln. El discurs no es va celebrar fins tres mesos després, encara que la primera data és la que se cita normalment com a data de fundació de l'organització.
El 30 de maig de 1909 la conferència del Niagara Movement va tenir lloc a la Henry Street Settlement House, a la ciutat de Nova York. A causa d'aquesta conferència va sorgir una organització de més de 40 persones, la qual es feia dir National Negre Comitee. Du Bois es va encarregar d'organitzar i presidir l'esdeveniment, al que també va acudir la periodista afroamericana Anada Wells-Barnett, cofundadora de la NAACP. El maig de 1910 es va fer una segona conferència, en la qual es va triar el nom que ara porta l'associació, National Association for the Advancement of Colored People. El nom es va adquirir el 30 de maig del 1910, tot i que no les sigles no es van incorporar fins al 1911. L'associació va redactar una carta de principis en la qual donava a conèixer la seva missió (traduïda al català):
| « | Per promoure la igualtat de drets i per erradicar els prejudicis de casta i raça entre els ciutadans dels Estats Units. Per avançar l'interès dels ciutadans de color, per assegurar-los un sufragi imparcial i augmentar les seves oportunitats per assegurar la justícia en els tribunals, educació per als nens, ocupació segons la seva capacitat i completa igualtat davant la llei. | » |

La conferència va enfortir l'organització. Hi predominaven persones de raça blanca, en la seva majoria jueus. De fet, en el moment de la seva fundació, la NAACP tan sols tenia un afroamericà a la seva junta directiva: Du Bois. No es va triar un president negre fins al 1975. La comunitat jueva va contribuir de forma positiva a la fundació de la NAACP i al seu continu finançament.
Du Bois va continuar desenvolupant diferents tasques en l'associació i va ser redactor de la seva revista, The Crisi, que va tenir un tiratge de més de 30.000 exemplars.
El president de l'associació, des de la seva fundació fins al 1915, va ser el liberal i de raça blanca Moorfield Storey. Storey era un defensor dels drets civils, i no defensava únicament els drets de les persones de raça negra, sinó també els dels nadius americans i els dels immigrants, i es va oposar a les restriccions d'immigració.

## Organització
La seu central està a Baltimore, Maryland, i l'entitat compta també amb oficines regionals a Califòrnia, Nova York, Michigan, Missouri, Geòrgia i Texas.
La NAACP funciona a nivell nacional, amb 64 membres a la junta directiva, que al seu torn és dirigida per un president triat per la mateixa junta. L'actual president és Bruce S. Gordon, que va ser escollit l'any 2005 després de la dimissió de Kweisi Mfume, qui va ocupar el càrrec durant nou anys. El març de 2007 Gordon va ser reelegit.
L'organització compta amb diferents departaments d'acció com el departament legal, el qual es dedica a casos judicials referents a minories, discriminació en el treball, el govern o l'educació. L'oficina de Washington DC s'ocupa de proposar lleis al Govern dels Estats Units i al seu Departament d'Educació per millorar l'educació pública a nivell local, estatal i federal.